# Тсонга (мова)

Поширення мови тсонга в ПАР

Тсонга (тсонга: Xitsonga), або шангаан — мова групи банту, поширена в Південній Африці, вздовж берега Індійського океану. Етнічна мову народу тсонга.
Поширена на сході Південно-Африканської Республіки, на півдні Мозамбіка, на південному сході Зімбабве, а також в Есватіні. Мова тсонга належить до зони S за класифікацією Гасрі, в рамках якої, згідно з К. М. Доком, утворює тісну єдність з діалектами тсва і ронга. Іноді термін тсонга означає не тільки власне тсонга (або тсонга-шангаан), але й усю групу S.50, куди входять тсонга-шангаан, тсва і ронга.
Існує думка, що тсонга слід відносити до групи нгуні. Мові тсонга притаманний дуже багатий консонантизм: зокрема, у низці переходів від передньоносових в тсонга розрізняються імплозивні, дзвінкі, глухі і глухі придихові приголосні. Існують також ретрофлексні і лабіоальвеолярні приголосні.
Граматичний лад типово бантуський, аглютинативний, з розвиненою системою іменних класів і видо-часових опозицій.

## приклад тексту
Отче наш (Тсонга)

Tata wa hina la nge matilweni,
vito ra wena a ri hlawuleke;
a ku te ku fuma ka wena;
ku rhandza ka wena a ku endliwe misaveni,
tanihi loko ku endliwa tilweni.
U hi nyika namuntlha vuswa bya hina bya siku rin'wana ni rin'wana;
u hi rivalela swidyoho swa hina,
tanihi loko na hina hi rivalela lava hi dyohelaka;
u nga hi yisi emiringweni,
kambe u hi ponisa eka Lowo biha,
Amen.